# Couvent de la Madeleine
Un couvent de la Madeleine, également appelé « blanchisserie Madeleine » (en anglais, Magdalene asylum, généralement connu en Irlande sous le terme de Magdalene laundry) désigne une institution à l'origine protestante mais surtout catholique, destinée en principe à la rééducation de « femmes perdues » (fallen women), de « femmes de mœurs légères ».
La première institution de la Madeleine est fondée en 1758 à Whitechapel, en Angleterre. Un asile similaire est situé sur Leeson Street à Dublin en Irlande, fondé le 11 juin 1765 par Lady Arabella Denny. Des blanchisseries de la Madeleine fonctionnent au Royaume-Uni, en Irlande, en Suède, au Canada, aux États-Unis et en Australie, jusqu'au XXe siècle
Les errements de ces institutions incarnent l'abus du travail de jeunes et d'enfants par les pouvoirs publics en Irlande, parmi d'autres dysfonctionnements généralisés des institutions destinées à recevoir la jeunesse. Bon nombre de ces « blanchisseries » sont exploitées comme des maisons de travail pénitentiaires, leurs régimes stricts étant souvent plus sévères que ceux des prisons. De 1922 à 1996, environ 10 000 femmes rejetées par la société y furent enfermées. Celles-ci, souvent adolescentes, étaient placées dans ces institutions, parfois pour un motif futile, où elles étaient contraintes de travailler sous la direction de nonnes.
Les estimations font état d'environ 30 000 femmes y ayant séjourné, le plus souvent contre leur volonté. Le dernier couvent de la Madeleine en Irlande fut fermé le 25 septembre 1996.

## Histoire

### Origine

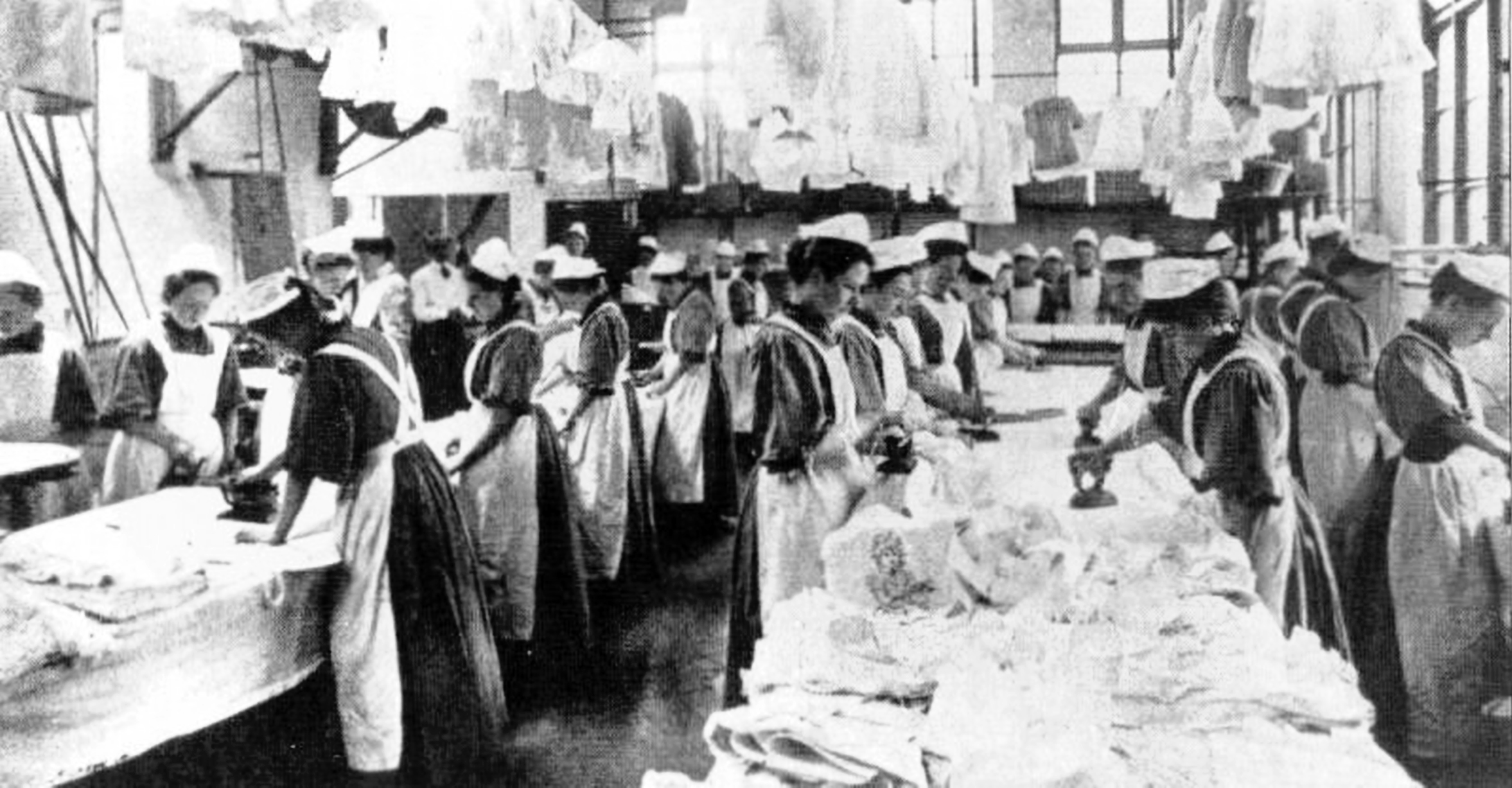
À la blanchisserie de l'asile anglais, début du XXe siècle.

Les couvents de la Madeleine sont issus du « Rescue Movement » qui prit naissance en Grande-Bretagne et en Irlande au cours du XIXe siècle, qui avait pour but formel la réhabilitation de femmes dites « perdues » (« fallen women »). Ce terme désignait celles qui avaient eu des relations sexuelles hors mariage, quelle qu'en fût la cause : prostitution, viol, abus sexuels, ou encore sexualité jugée trop précoce. On retrouve en Europe les traces des premières institutions conventuelles consacrées à la prise en charge et à la réhabilitation de ces femmes, dès le XIIIe siècle (« repenties » de l'institution Santa Maria Maddalena delle Convertite à Florence en 1257).

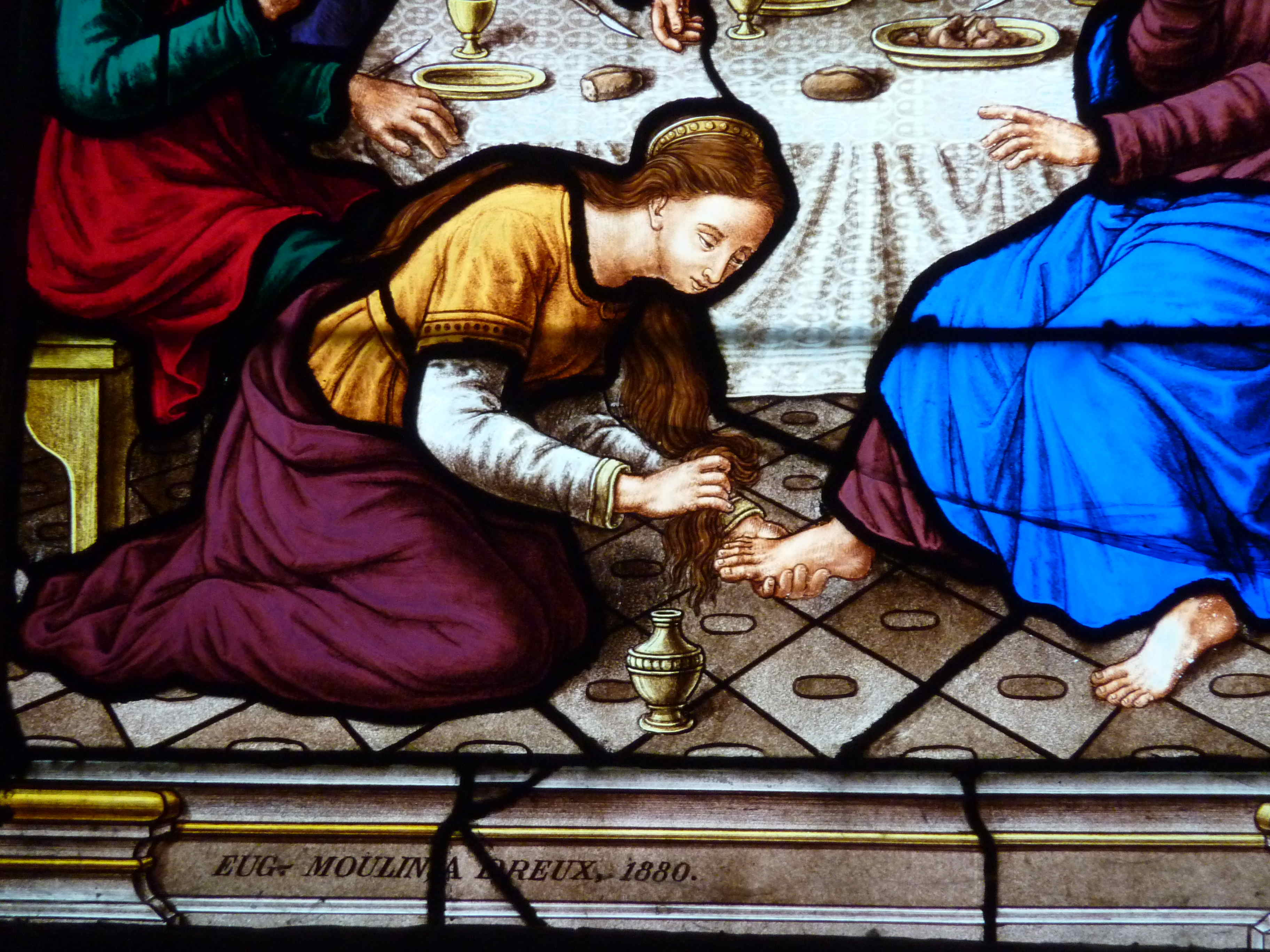
Marie Madeleine lave les pieds de Jésus, église Saint-Pierre de Dreux, 1880.

En Irlande, ces institutions prirent le nom de Marie-Madeleine, personnage de la Bible chrétienne qui, selon la tradition catholique (confondant deux personnages des Évangiles, en fait distincts) était une prostituée, s'étant repentie de ses péchés et devenant l'une des personnes les plus fidèles à Jésus. En Irlande, l'Église s'appropria rapidement le mouvement de Madeleine et les foyers, qui étaient prévus à l'origine pour de courts séjours, devinrent de plus en plus des institutions à long terme. Les pénitentes furent mises au travail, généralement dans des laveries. De même que Marie-Madeleine avait lavé les pieds du Christ en signe de pénitence, les pensionnaires devaient accomplir des travaux de blanchisserie, afin de laver symboliquement leurs péchés. Cette activité représentait en outre des rentrées d'argent nécessaires à la bonne marche et à l'entretien des couvents.
Après la Grande Famine de 1845, les couvents de la Madeleine étaient dirigés par quatre ordres de religieuses : les sœurs de la Miséricorde (SM), les sœurs de la Charité (SC), les sœurs de Notre-Dame de la Charité du refuge (SCR) et les sœurs du Bon Pasteur (GSS). Après l'indépendance, il existait dix établissements en Irlande — Waterford (GSS), New Ross (SC), Limerick (GSS), Galway (SM) — deux à Cork (GSS et SC) et quatre à Dublin — Dún Laoghaire (SM) Donnybrook (SC), Drumcondra (SCR) et Gloucester/Sean McDermott Street (SCR) —. Celui-ci, le dernier en Irlande, a fermé ses portes en 1996.

### Dérives
Au fur et à mesure que le mouvement prenait ses distances avec les idées qui furent à son origine, à savoir sortir des prostituées de la rue et les héberger car leur passé les empêchait de trouver un emploi, les foyers prirent un aspect de plus en plus carcéral. Les sœurs chargées de la surveillance des pensionnaires avaient pour instruction de les dissuader par n'importe quel moyen de tenter de quitter l'institution[réf. nécessaire] pour, au contraire, les encourager à entrer dans les ordres. Les registres des foyers montrent que, au cours des premières années, de nombreuses femmes intégraient et quittaient l'institution de leur propre chef, parfois à plusieurs reprises. Dans son ouvrage Reform, Respite, Ritual: An Archaeology of Institutions; The Magdalen Society of Philadelphia, 1800-1850, Lu Ann De Cunzo indique que les pensionnaires cherchaient alors « un refuge à la maladie, la prison, une situation familiale désastreuse, les abus et de mauvaises circonstances économiques ». À cause de leur passé de prostituées, les pensionnaires étaient considérées comme ayant besoin de faire pénitence : « La femme qui n'a jamais connu la pollution d'une seule pensée malsaine, la femme dont l'âme vierge n'a jamais été traversée par l'ombre de la pensée d'un péché, la femme qui respire la pureté, l'innocence et la grâce, reçoit la femme qui respire l'odeur pestilentielle de l'enfer. »
Jusque dans les années 1970, les pensionnaires étaient appelées « filles » et devaient s'adresser à toutes les sœurs en tant que « mère », indépendamment de leur âge, qu'il s'agisse de la mère supérieure ou d'une jeune novice qui n'avait pas encore prononcé ses vœux. Ce système permettait de maintenir les pensionnaires dans un état d'infériorité constant. Pour maintenir l'ordre et une atmosphère monacale, les pensionnaires devaient observer un silence strict tout au long de la journée. « La règle du silence était un point fondamental de la vie de ces femmes et fut maintenue longtemps durant la seconde moitié du XXe siècle ». Les châtiments corporels étaient monnaie courante et les comportements de type auto-mutilation tout simplement ignorés : « à un tempérament rebelle, souvent manifesté par le refus de s'alimenter, on répondra au mieux par le silence. Lorsqu'une fille se rend compte que personne ne prend garde ni ne s'émeut (tout du moins en apparence) de son jeûne forcé, le martyre qu'elle s'impose à elle-même lui devient rapidement insupportable. »
À mesure que le phénomène se répandit, il sortit du champ de la prostitution pour toucher également les mères célibataires, les jeunes filles trop aguicheuses, ou même simplement trop jolies. Ceci se produisit à la même période où, en Grande-Bretagne et en Irlande, de nombreuses personnes considérées comme « handicapés sociaux » furent également internés dans des asiles et des foyers. Les pensionnaires étaient souvent internées à la requête de membres de leur famille ou de prêtres. Celles qui n'avaient personne à l'extérieur susceptibles de venir les chercher y passèrent le reste de leur vie. Parmi elles, beaucoup ont fini par prononcer leurs vœux. Dans une Irlande à la morale sexuelle conservatrice, les couvents de la Madeleine étaient une institution largement acceptée socialement jusqu'au cœur de la seconde moitié du XXe siècle. En témoignent l'expression courante « bad girls do the best sheets » (« les mauvaises filles font les meilleurs draps »), ou le fait que l'on menaçait les enfants turbulents de les envoyer au couvent. Ils disparurent avec le changement de mœurs sexuelles, mais aussi avec l'apparition de la machine à laver qui concurrençait leur activité de blanchisserie. Pour Frances Finnegan, « il est probable que l'avènement de la machine à laver fut pour autant dans la fermeture des laveries que le changement de mentalité ».

## Scandale

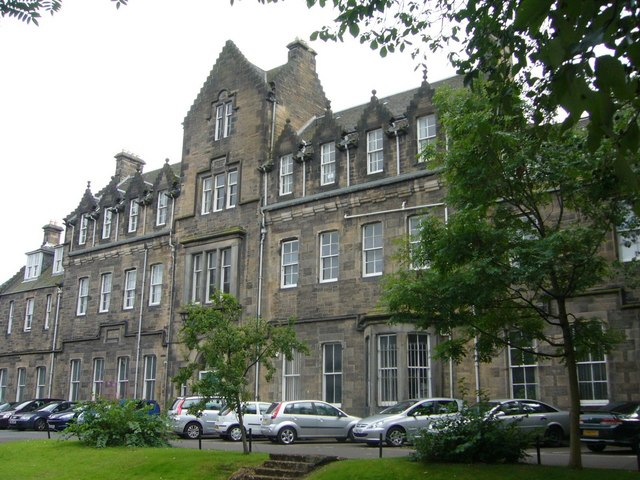
Ancien bâtiment d'une blanchisserie Madeleine à Edimbourg.

On parla très peu de l'existence des foyers avant 1993, lorsqu'un ordre de sœurs à Dublin vendit une partie de son couvent à un promoteur immobilier. Les restes de 155 pensionnaires inhumées dans des tombes anonymes dans la propriété furent exhumés et, à l'exception d'un corps, incinérés puis ré-inhumés dans une fosse commune. Ceci provoqua un scandale public à l'échelle régionale et nationale. Mary Norris, Josephine McCarthy et Mary-Jo McDonagh, toutes pensionnaires au foyer, témoignèrent sur leur sort. Le documentaire Sex in a Cold Climate, diffusé sur Channel 4 en 1998, interrogea d'anciennes pensionnaires des couvents de la Madeleine qui confirmèrent les incessants abus sexuels, psychologiques et physiques alors qu'elles étaient isolées du monde extérieur pour une durée indéterminée. Les conditions qui régnaient dans les couvents et les traitements subis par les pensionnaires ont été également traités dans le film de Peter Mullan The Magdalene Sisters (2002), largement salué par la critique.
La dernière blanchisserie de Madeleine irlandaise, située à Dublin, a fermé le 25 septembre 1996. En mai 2009, la commission d'enquête sur la maltraitance des enfants en Irlande a publié un rapport de 2 000 pages détaillant des dizaines de milliers de cas d'horribles sévices commis dans de nombreuses écoles, notamment dans les Couvents de la Madeleine. Malgré la constitution d'une commission gouvernementale, toutes les demandes d'indemnisation des victimes sont restées lettre morte.
Le 5 février 2013, l’État irlandais a reconnu sa responsabilité dans « l'asservissement » de plus de 10 000 femmes enfermées entre 1922 et 1996 dans les « blanchisseries Madeleine », ouvrant la voie à une indemnisation.
En 2016, l'ouverture de fosses communes « clandestines » révèle l'enfouissement de 796 cadavres d'enfants « âgés de 35 semaines d’âge fœtal à 2 ou 3 ans », morts dans les années 1950 des suites de mauvais traitements et de malnutrition pour le seul site de l'orphelinat de Tuam, où étaient placés les enfants retirés à leurs mères après leur naissance dans les blanchisseries. Leur exhumation est prévue en 2024.

### Situation en Australie
Il y avait en 1950 des blanchisseries de Madeleine à Brisbane (Mitchelton), Sydney (Ashfield), Melbourne (Abbotsford), Adélaïde (Plympton) et Perth (Leederville) exploitant une cinquantaine de personnes aux bénéfices des hôtels. À la blanchisserie d'Adélaïde, les filles étaient payées. Wal Campbell, le directeur du journal The rock basé à Sydney, a dénoncé les blanchisseries dans une croisade généralement dirigée contre l'Église romaine, indiquant que l'Église catholique était impliquée dans un racket. Une enquête indépendante fut entreprise en 1953 par Richard Henry Hicks, chef du Ministère de la protection de l'enfance, à l'instigation du premier Ministre (en) Bert Hawke (en) comme réponse aux préoccupations des parlementaires à propos des orphelinats ; cependant, Hawke détruisit le rapport après que seuls quelques collègues et un journaliste eurent pu le lire, donnant ainsi un blanc-seing aux congrégations religieuses pour continuer leurs pratiques.

### Situation en Irlande
Les victimes des blanchisseries Madeleine se sont réunies en une association, « Magdelene survivors together », qui cherche à obtenir une reconnaissance et une réparation de l'État irlandais et diffuse des informations sur les blanchisseries Madeleine.

#### Prise de conscience

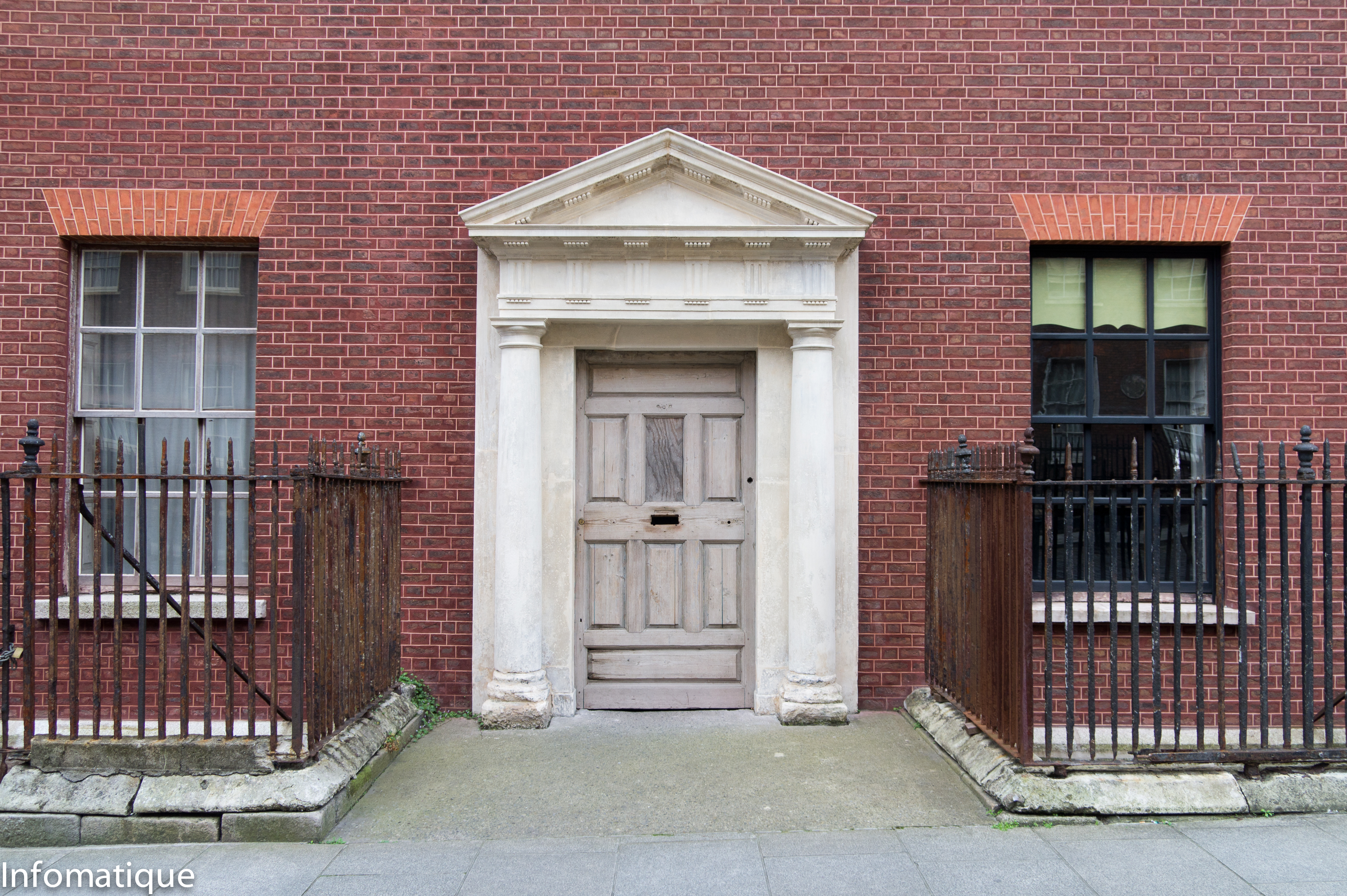
Lieu où les sœurs de la charité exploitaient une blanchisserie avec 50 jeunes femmes à Dublin en 1911.

S'il existe dans le monde d'autres institutions dédiées à Marie-Madeleine, il n'y a qu'en Irlande que cette institution avait atteint un tel nombre d'établissements où se produisaient les mêmes dysfonctionnements, d'autres blanchisseries Madeleine existant par ailleurs dans le monde. Il a fallu un certain nombre d'années avant que les pouvoirs publics irlandais entament une enquête sur la situation de ces blanchisseries sous la pression d'instances internationales et d'organisations privées. En 1993, le promoteur d'un terrain acheté à l'institution y découvre 155 tombes anonymes. Les corps exhumés - sauf un - sont incinérés et placés dans une fosse commune dans le cimetière de Glasnevin. Ce traitement fait scandale et porte l'affaire à la une des médias irlandais.
En 2002, le film The Magdalene Sisters de Peter Mullan, inspiré de cette affaire, obtient le Lion d’or de la Mostra de Venise. En 2009, la commission chargée d'enquêter sur les abus commis à l'égard des enfants rend un rapport dont un chapitre est consacré aux enfants placés dans les blanchisseries. Des investigations sont menées à la suite de ce rapport qui porte sur la situation de la République irlandaise en Irlande du Nord et dans le monde entier. Le groupe Justice for Magdalenes a présenté l'affaire au comité des Nations unies contre la torture, qui a examiné l'affaire et a enjoint le 6 juin 2011 au gouvernement irlandais d'enquêter sur cette affaire. Une commission présidée par le sénateur Martin McAleese a été instituée.
L'une des pièces fournies par les victimes pour démontrer la responsabilité de l'État irlandais est un livre de comptes datant de 1980 qui liste les ressources et les dépenses des blanchisseries Madeleine, les ressources provenant essentiellement de l'État irlandais, mais aussi Áras an Uachtaráin, Guinness, Clerys, le théâtre Gaiety, l'hôpital du Dr Steevens, la banque d'Irlande, le Ministère de la défense, le Ministère de l'agriculture et de la pêche, CIÉ, le club de golf Portmarnock, le club de golf Clontarf et plusieurs hôtels importants, tous clients.

En 2013, après la publication des conclusions de la commission d'enquête, le premier ministre irlandais Enda Kenny a reconnu la responsabilité de l'État dans le scandale des blanchisseries Madeleines. Le centre irlandais pour les libertés civiles a appelé à des excuses plus convaincantes de la part d'Enda Kenny, soulignant que : 

« l'État n'aurait jamais dû permettre aux blanchisseries Madeleine d'exister. Il incombait à l'État de prévenir la servitude forcée et l'enfermement illégal de ces femmes et de ces filles sur lesquelles il devait veiller. Il a manqué à son devoir, et le ICCL croit qu'il y a ici des preuves accablantes de l'adhésion et de la complicité active de l'État au système des blanchisseries. »

#### Rapport de la commission interministérielle
Le rapport limite son examen aux dix blanchisseries ouvertes après 1922, bien que les personnes entendues (118) aient voulu inclure d'autres blanchisseries ou institutions parmi celles dont les errements étaient examinés. La commission relève qu'il s'agit d'une institution hétérogène, non exclusivement irlandaise, qui constituait un élément du réseau social, servant aux placements de criminelles sorties de prison et d'enfants placés sur décision des institutions scolaires, sociales ou médicales dans un cadre légal et réglementaire. Elle reconnait toutefois que ceux-ci fournissaient des services à l'État sans rémunération. Cette présentation est bien éloignée du vécu traumatique des personnes placées qui ont perdu des années de formation dans des travaux non rémunérés réalisés dans ces blanchisseries,.
118 femmes et des membres de leur famille ont été entendus par la commission, qui a pu ainsi remonter jusqu'à la période 1940. La plupart d'entre elles y furent envoyées par les institutions scolaires, quelques-unes par leur famille, une seule parce qu'elle avait eu un enfant hors mariage. Aucune d'entre elles n'avait été placée là par les institutions judiciaires, médicales ou psychiatriques. La souffrance de cet emprisonnement était exacerbée par le fait qu'aucune n'avait la moindre idée de la raison pour laquelle elle avait été envoyée là et, étant très jeunes, elles avaient terriblement peur d'y rester toute leur vie. La crainte d'y être renvoyée amena certaines d'entre elles à émigrer. L'une d'elles indiqua avoir été victime d'abus sexuels de la part d'une auxiliaire (celles-ci étant des femmes ayant choisi de rester dans les blanchisseries comme nonnes), les autres ayant subi des violences sexuelles dans leur famille mais pas dans les blanchisseries. Contrairement aux institutions scolaires où elles avaient séjourné, elles n'y étaient pas systématiquement battues (sauf dans certains témoignages). En revanche, elles faisaient l'objet de cruautés verbales de la part des nonnes concernant leurs histoires familiales qu'elles connaissaient bien. Si les punitions consistant en de l'isolement, à des humiliations ou l'obligation de rester à genoux pour un temps étaient légères, les travaux de blanchisserie à faire en silence étaient durs, en particulier pour les plus jeunes. Leur courrier était lu, commenté et dicté par les nonnes. Leurs visites étaient surveillées, parfois découragées. Elles n'étaient que rarement informées du moment où elles quittaient la blanchisserie et étaient placées à d'autres emplois. Si elles voulaient partir d'elles-mêmes, elles étaient découragées d'aller dans ce « grand mauvais monde », ou étaient autorisées à partir sans avoir nulle part où aller. Quelques-unes furent réclamées par leur famille, d'autres s'enfuirent.
Les congrégations religieuses entendues par la commission ont répondu que la vie dans les blanchisseries n'étaient pas différente de celle des monastères dont elle s'inspirait.

## Mise en perspective
Il est avéré que les blanchisseries Madeleine et leurs pratiques, tout comme celles des institutions du même genre, étaient bien connues de la population des pays où elles opéraient. Ainsi, les pensionnaires de ces « Magdalene laundries » étaient-elles communément appelées des « Maggies » ; de même se répétait le dicton « Bad girls do the best sheets », « les mauvaises filles font les meilleurs draps », et on menaçait les filles qui se comportaient mal de les envoyer « aux blanchisseries avec les sœurs » (« to the laundries with the sisters ») ; cependant, cette familiarité avec l'existence et le rôle des blanchisseries n'impliquait pas la connaissance de ce qui se passait derrière leurs murs clos.
Il est surprenant en revanche que les dysfonctionnements graves des blanchisseries n'aient pas peu à peu filtré au cours des deux siècles pendant lesquels elles ont existé, au fil des révélations que les pensionnaires libérées auraient pu faire à leurs proches.
Mary Gordon, dans son article du New York Times, voit dans ce silence assourdissant la conséquence du mutisme qui frappait et peut-être frappe encore la société irlandaise dans son ensemble, sous l'effet d'un sentiment de honte peut-être renforcée par le poids de la colonisation anglaise, de la pauvreté, ou encore de l’alcoolisme. Toutes les anciennes pensionnaires des blanchisseries Madeleine qui ont été interrogées ensuite sur le sujet insistent pour dire qu'elles n'ont jamais parlé à leur famille de ce qui leur était arrivé, de même que leur famille ne les a jamais interrogées sur le sujet : la honte d'être une « ex-Maggie », qui pesait aussi bien sur l’intéressée que sur ses frères et sœurs, suffisait à les en dissuader.
Un autre aspect fondamental doit être pris en compte : selon la mentalité qui régnait dans l'Irlande de l'époque victorienne pour ce qui touchait à la sexualité féminine, le traitement infligé aux pensionnaires des blanchisseries n'était en aucun cas du sadisme, mais au contraire une bonne action destinée à les protéger des flammes éternelles de l'Enfer. Ce salut trouvé à l'aide du travail du corps n'avait pas besoin d'être justifié tant la morale catholique était déjà acquise et comprise par la grande majorité de la population. En effet, le nationalisme irlandais de l'époque prônait la résurrection de la valeur familiale avec un foyer pour se sentir en sécurité et a permis à l'Église catholique d'exacerber ces valeurs. L'idée d'indépendance de l'Irlande n'a pas permis de revisiter la place des femmes dans le foyer. Au contraire, elle a permis de soutenir le conservatisme et la vision de la pureté sexuelle chez les femmes.

## Œuvres culturelles

### Littérature
- Ireland's Magdalene Laundries and the Nation's Architecture of Containment, de James M. Smith, qui a obtenu le prix Donald Murphy en 2007 de la conférence américaine d'études irlandaise pour un premier ouvrage remarquable.  (ISBN 978-0-268-04127-4).
- The Wild Rose Asylum: Poems of the Magdalen Laundries of Ireland, de Rachel Dilworth, Prix Akron de la poésie 2008
- For The Love of My Mother, de J.P. Rodgers, racontant la vie de sa mère irlandaise, née d'une famille pauvre et ayant vécu pendant 30 ans dans diverses institutions dont les blanchisseries Madeleine.
- The Magadalen Martyrs, de Ken Bruen, 2003, est un roman policier centré sur ce thème.
- Mary Raftery, et al., Suffer the Little Children: The Inside Story of Ireland's Industrial Schools, Continuum International Publishing Group, hardcover, 424 pages,  (ISBN 0826413374).
- Le tome 2 de la saison 2 de la série jeunesse Le Manoir d'Évelyne Brisou-Pellen se passe dans un couvent des Magdalene surnommé l'antre des secrets et raconte l'histoire d'une ancienne pensionnaire nommée Sandice.
- Claire Keegan, Ce genre de petites choses, 2020
- Nancy Guilbert, Sweet Home, Didier Jeunesse, 2024.

### Cinéma
Films de fiction :
- Philomena, de Stephen Frears, 2013, où une femme recherche son fils, né dans un couvent 50 ans auparavant et placé alors en adoption par les sœurs.
- The Magdalene Sisters, de Peter Mullan, 2002.
- Tu ne mentiras point (Small Things Like These, de Tim Mielants, 2024, adapté du roman Ce genre de petites choses

### Théâtre
- Eclipsed, pièce écrite par Patricia Burke-Brogan dans les années 1980 sur les blanchisseries où elle avait travaillé en 1960, jouée pour la première fois en 1992.
- The Magdalen Whitewash, pièce écrite par Valerie Goodwin et jouée par le Coolmine Drama group au Draíocht Arts Centre à Dublin, 2002.

### Musique
- The Magdalene Laundries, de Joni Mitchell, sur l'album Turbulent Indigo (1994).
- Cécile Corbel, dans la chanson Petit Fantôme de son album Enfant du vent (2019), fait référence au Magdalene laundry.

### Rapports publics
- Rapport de la Commission to Inquire into Child Abuse, 2009, qui enquête sur les abus de plusieurs institutions dont les blanchisseries Madeleine , dont le chapitre 18 du volume 3 est spécifiquement consacré aux enfants placés dans les blanchisseries .
- Rapport de la commission interministérielle pour déterminer la responsabilité de l'État dans les blanchisseries Madeleine .

### Documentaires
- The Forgotten Maggies (en), de Steven O'Riordan, 2009, où cinq femmes témoignent de leur séjour dans les blanchisseries.
- Sex in a Cold Climate : un documentaire réalisé par Steve Humphries, interviews de quatre survivantes du couvent de la Magdalene, paru en 1998, partie 1[30], partie 2[27], partie 3[31], partie 4[32] : quatre femmes relatent leur séjour dans les blanchisseries et divers orphelinats à cause de leur grossesse, d'abus sexuels ou parce qu'elles « étaient trop jolies ».